# Caenobrunettia serrulata
Caenobrunettia serrulata är en tvåvingeart som beskrevs av Freddy Bravo 2003. Caenobrunettia serrulata ingår i släktet Caenobrunettia och familjen fjärilsmyggor. Inga underarter finns listade i Catalogue of Life.